# Pancrácio (prefeito urbano)
Pancrácio (em latim: Pancratius) foi um oficial romano do século IV, ativo sob o imperador Teodósio I (r. 378–395). Segundo uma série de leis datadas entre 17 de junho de 379 e 12 de junho de 380 (X.1.12; VI.30.2; XII.13.4; X.10.12; X.3.3; X.10.14) do Código de Teodósio, serviu como conde da fortuna privada. Depois, como atestado em outras leis do mesmo código datadas entre 30 de julho de 381 e 4 de abril de 382 (IX.17.6; XIV.10.1; II.12.3), serviu como prefeito urbano de Constantinopla. Talvez seja o senador homônimo ativo duas décadas antes.